# Marcel
Marcel je moško osebno ime.

## Izvor imena
Marcel izhaja iz latinskega imena Marcellus, le tega pa razlagajo kot manjšalnico iz imena Marcus, slovensko Marko, ki ima najverjetneje prvotni pomen »pripadajoč bogu vojne Marsu«.

## Različice imena
- moške različice imena: Marcelin, Marcelino, Marcelj, Marcelo, Marčelo, Marsel
- ženske različice imena: Marcela, Marčela, Marsela

## Tujejezikovne različice imena
- pri Angležih: Marcello
- pri Čehih, Slovakih: Marcel
- pri Madžarih: Marcell
- pri Nemcih: Marcellus
- pri Nizozemcih: Marcel
- pri Poljakih: Marceli
- pri Rusih: Маркел (Markel)

## Pogostost imena
Po podatkih Statističnega urada Republike Slovenije je bilo na dan 31. decembra 2007 v Sloveniji število moških oseb z imenom Marcel: 803. Med vsemi moškimi imeni pa je ime Marcel po pogostosti uporabe uvrščeno na 187. mesto.

## Osebni praznik
V našem koledarju z izborom svetniških imen, udomačenih med Slovenci in njihovimi godovnimi dnevi po novem bogoslužnem koledarju je ime Marcel zapisano 5 krat. Pregled godovnih dni v katerih poleg Marcela godujejo še osebe katerih imena nastopajo kot različice navedenega imena.
- 16. januar, Papež Marcel I. († 16. jan. 309)
- 29. junij, Marcel, mučenec
- 14. avgust, Marcel, škof in mučenec († 14. avg. 389)
- 8. oktober, Marcel, mučenec († 8. okt. v 1. stol.)
- 30. oktober, Marcel mučenec

## Znane osebe
- Marcel Renault, francoski dirkač, industrialist in pionir avtomobilske industrije
- Marcel Rodman, slovenski hokejist
- Marcel Štefančič Jr., slovenski filmski kritik, televizijski voditelj in publicist

## Zanimivost
Po beneškem dožu Marcelu iz 15. stoletja je nastal izraz  marcél za kovanec manjše vrednosti »groš, nežka«.